# Меншик, Якуб
Якуб Меншик (чеш. Jakub Menšík; род. 1 сентября 2005, Простеёв) — чешский теннисист. Победитель одного турнира ATP в одиночном разряде. Финалист одного юниорского турнира Большого шлема в одиночном разряде (Открытый чемпионат Австралии-2022); бывшая вторая ракетка мира в юниорском рейтинге.

## Общая биография
Якуб — один из двух сыновей Михала Мешика и его супруги Катержины; его брата зовут Лукас.
Меншик впервые взял ракетку в руки в пять лет; лучший удар — бэкхенд, самое удобное покрытие — хард.

## Спортивная карьера
До 2022-го года чех участвовал в различных юниорских турнирах, за это время успев собрать достаточный рейтинг, чтобы подняться на вторую строчку рейтинга среди старших юниоров. Пик результатов на этом уровне пришёлся на 2022-й год, когда Меншик сыграл в финале Открытого чемпионата Австралии, где проиграл Бруно Кудзухаре, и полуфинале чемпионата Европы в одиночном разряде, а также выиграл чемпионат Европы и сыграл в полуфинале Уимблдона в парах.
С 2021-го года Якуб играет соревнования протура, а на соревнованиях основного тура ATP дебютировал в апреле 2022-го года в парном разряде турнира в Белграде, сыграв в команде с Хамадом Меджедовичем. Так же в Белграде он сыграл первую квалификацию за попадание в одиночную сетку. В январе 2023-го года чех впервые обыграл соперника из топ-200: на одном из «челленджеров» в Таиланде справившись с Александром Ричардом. В мае Якуб выиграл свой первый титул на «челленджерах»: в Праге, обыграв в финале Доминика Кёпфера. В июне Меншик впервые справился с игроком топ-100, обыграв на «челленджере» в Братиславе Александра Шевченко. В июле впервые вошёл в число двухсот сильнейших игроков одиночного рейтинга, а несколько недель спустя дебютировал на турнирах Большого шлема: сходу пройдя квалификацию на Открытом чемпионате США. В первом раунде турнира он обыграл Грегуара Баррера, став самым молодым теннисистом после Борны Чорича в 2014 году, выигравшим матч основной сетки на Открытом чемпионате США. Затем, во втором раунде, он победил Титуана Дроге и в третьем круге проиграл Тейлору Фрицу. В сентябре он впервые получил вызов в в состав сборной Чехии на матчи Кубка Дэвиса. Он выиграл в одиночном и двух парных матчах и помог своей команде выиграть свою группу за попадание в финальный турнир Кубка Дэвиса.
В январе 2024 года Меншик квалифицировался на второй подряд Большой шлем — Открытый чемпионат Австралии, где первом круге победил бывшего игрока топ-10 Дениса Шаповалова, а во втором уступил Хуберту Хуркачу в пяти сетах.В феврале 2024-го года Якуб впервые дошёл до финала в  ATP-туре — на турнире в Дохе. Меншик победил Алехандро Давидовича Фокина, Энди Маррея, в четвертьфинале впервые обыграл игрока топ-5: Андрея Рублёва, а в полуфинале Гаэля Монфиса в трёх сетах. В решающем поединке он уступил Карену Хачанову со счётом 6-7(12), 4-6. После этого выступления чех впервые вошёл в топ-100 одиночного рейтинга, заняв 87-е место. В апреле на Мастерсе в Мадриде обыграл во втором круге 10-ю ракетку мира Григора Димитрова в трёх сетах, но затем снялся в матче третьего круга против Феликса Оже-Альяссима.
В июне 2024 года Меншик побывал в четвертьфинале на турнире на Мальорке. В конце июля дошел до полуфинала турнира ATP 250 в Умаге на грунте. Затем участвовал в парижском олимпийском турнире, где проиграл во втором раунде американцу Томми Полу. На Открытом чемпионате США он вышел в третий раунд. В октябре на Мастерсе в Шанхае он ещё раз в сезоне обыграла игроков из топ-10 (Рублёва и Димитрова) и оформил выход в четвертьфинал. После выхода в 1/4 финала турнира в Вене он переместился в топ-50.
В начале 2025-го года Меншик впервые сыграл в парном финале турнира основного тура вместе с соотечественником Иржи Легечкой, дойдя до титульного матча в Брисбене. Затем чех дошёл до третьего раунда Открытого чемпионата Австралии, обыграв Каспера Руда, а также выиграл крупный турнир в Майами, по ходу обыграв трёх игроков топ-10, в том числе в финале — Новака Джоковича.

## Рейтинг на конец года
| Год  | Одиночный рейтинг | Парный рейтинг |
| 2024 | 48                |                |
| 2023 | 167               | 547            |
| 2022 | 407               | 914            |

## Выступления на турнирах

### Финалы турниров ATP в одиночном разряде (2)

#### Победа (1)
| Титулы                     |
| -------------------------- |
| Турниры Большого шлема (0) |
| Итоговый турнир ATP (0)    |
| Олимпиада (0)              |
| Мастерс (1)                |
| АТР 500 (0)                |
| АТР 250 (0)                |

| Титулы по покрытиям | Титулы по месту проведения матчей турнира |
| ------------------- | ----------------------------------------- |
| Хард (1)            | Зал (0)                                   |
| Грунт (0)           | Зал (0)                                   |
| Трава (0)           | Открытый воздух (1)                       |
| Ковёр (0)           | Открытый воздух (1)                       |

| №  | Дата          | Турнир      | Покрытие | Соперник в финале | Счёт          |
| 1. | 30 марта 2025 | Майами, США | Хард     | Новак Джокович    | 7-6(4) 7-6(4) |

#### Поражение (1)
| №  | Дата            | Турнир      | Покрытие | Соперник в финале | Счёт        |
| 1. | 24 февраля 2024 | Доха, Катар | Хард     | Карен Хачанов     | 6-7(12) 4-6 |

### Финалы челленджеров и фьючерсов в одиночном разряде (7)

#### Победы (6)
| Условные обозначения |
| Челленджеры (1)      |
| Фьючерсы (5+1)       |

| Титулы по покрытиям | Титулы по месту проведения матчей турнира |
| ------------------- | ----------------------------------------- |
| Хард (4)            | Зал (1)                                   |
| Грунт (2+1)         | Зал (1)                                   |
| Трава (0)           | Открытый воздух (5+1)                     |
| Ковёр (0)           | Открытый воздух (5+1)                     |

| №  | Дата            | Турнир                 | Покрытие   | Соперник в финале   | Счёт        |
| 1. | 4 сентября 2022 | Аллерсхаузен, Германия | Грунт      | Петер Хеллер        | 7-5 3-6 6-1 |
| 2. | 20 ноября 2022  | Ираклион, Греция       | Хард       | Александр Овчаренко | 6-4 7-6(4)  |
| 3. | 27 ноября 2022  | Шарм-эш-Шейх, Египет   | Хард       | Саба Пурцеладзе     | 6-4 6-2     |
| 4. | 4 декабря 2022  | Шарм-эш-Шейх, Египет   | Хард       | Роберт Штромбахс    | 6-4 6-0     |
| 5. | 2 апреля 2023   | Трнава, Словакия       | Хард (зал) | Карл Фриберг        | 7-6(6) 6-3  |
| 6. | 14 мая 2023     | Прага, Чехия           | Грунт      | Доминик Кёпфер      | 6-4 6-3     |

#### Поражение (1)
| №  | Дата          | Турнир              | Покрытие | Соперник в финале | Счёт    |
| 1. | 7 января 2024 | Канберра, Австралия | Хард     | Доминик Кёпфер    | 3-6 2-6 |

### Финалы турнировATPв парном разряде (1)

#### Поражение (1)
| №  | Дата          | Турнир             | Покрытие | Партнёр      | Соперники в финале         | Счёт              |
| 1. | 5 января 2025 | Брисбен, Австралия | Хард     | Иржи Легечка | Ллойд Гласспул Джулиан Кэш | 3-6 7-6(2) [6-10] |

### Финалы челленджеров и фьючерсов в парном разряде (1)

#### Победа (1)
| №  | Дата         | Турнир        | Покрытие | Партнёр         | Соперники в финале          | Счёт       |
| 1. | 12 июня 2022 | Бытом, Польша | Грунт    | Олаф Печковский | Мэттью Ромиос Брэндон Уокин | 7-6(3) 7-5 |